# Plavání na mistrovství Evropy v plaveckých sportech 2020
Závody v plavání na mistrovství Evropy v plaveckých sportech za rok 2020 proběhly v Budapešti, Maďarsko v posunutém termínu ve dnech 10. až 23. května 2021. Důvodem posunutí původního termínu 11. až 24. května 2020 byla pandemie covidu-19.

## Výsledky

### Individuální disciplíny
| Muži                 | Zlato                                          | Zlato    | Stříbro                                              | Stříbro  | Bronz                                              | Bronz    |
| -------------------- | ---------------------------------------------- | -------- | ---------------------------------------------------- | -------- | -------------------------------------------------- | -------- |
| 50 m volný způsob    | Ari-Pekka Liukkonen (FIN)                      | 21,61    | Benjamin Proud (GBR)                                 | 21,69    | Kristian Golomeev (GRE)                            | 21,73    |
| 100 m volný způsob   | Kliment Kolesnikov (RUS)                       | 47,37    | Alessandro Miressi (ITA)                             | 47,45    | Andrej Minakov (RUS)                               | 47,74    |
| 200 m volný způsob   | Martin Maljutin (RUS)                          | 1:44,79  | Duncan Scott (GBR)                                   | 1:45,19  | Thomas Dean (GBR)                                  | 1:45,34  |
| 400 m volný způsob   | Martin Maljutin (RUS)                          | 3:44,18  | Felix Auböck (AUT)                                   | 3:44,63  | Danas Rapšys (LTU)                                 | 3:45,39  |
| 800 m volný způsob   | Mychajlo Romančuk (UKR)                        | 7:42,61  | Gregorio Paltrinieri (ITA)                           | 7:43,62  | Gabriele Detti (ITA)                               | 7:46,10  |
| 1500 m volný způsob  | Mychajlo Romančuk (UKR)                        | 14:39,89 | Gregorio Paltrinieri (ITA)                           | 14:42,91 | Domenico Acerenza (ITA)                            | 14:54,36 |
| 50 m znak            | Kliment Kolesnikov (RUS)                       | 23,80    | Robert Glință (ROU)                                  | 24,42    | Hugo González (ESP)                                | 24,47    |
| 100 m znak           | Robert Glință (ROU)                            | 52,88    | Hugo González (ESP)                                  | 52,90    | Apostolos Christu (GRE) Yohann Ndoye-Brouard (FRA) | 52,97    |
| 200 m znak           | Jevgenij Rylov (RUS)                           | 1:54,46  | Luke Greenbank (GBR)                                 | 1:54,62  | Roman Miťukov (SUI)                                | 1:56,33  |
| 50 m motýlek         | Szebasztián Szabó (HUN)                        | 23,00    | Andrij Hovorov (UKR)                                 | 23,01    | Andrej Žilkin (RUS)                                | 23,08    |
| 100 m motýlek        | Kristóf Milák (HUN)                            | 50,18    | Josif Miladinov (BUL)                                | 50,93    | James Guy (GBR)                                    | 50,99    |
| 200 m motýlek        | Kristóf Milák (HUN)                            | 1:51,10  | Federico Burdisso (ITA)                              | 1:54,28  | Tamás Kenderesi (HUN)                              | 1:54,43  |
| 50 m prsa            | Adam Peaty (GBR)                               | 26,21    | Ilja Šymanovič (BLR)                                 | 26,55    | Nicolò Martinenghi (ITA)                           | 26,68    |
| 100 m prsa           | Adam Peaty (GBR)                               | 57,66    | Arno Kamminga (NED)                                  | 58,10    | James Wilby (GBR)                                  | 58,58    |
| 200 m prsa           | Anton Čupkov (RUS)                             | 2:06,99  | Arno Kamminga (NED)                                  | 2:07,35  | Erik Persson (SWE)                                 | 2:07,66  |
| 200 m polohový závod | Hugo González (ESP)                            | 1:56,76  | Jérémy Desplanches (SUI)                             | 1:56,95  | Alberto Razzetti (ITA)                             | 1:57,25  |
| 400 m polohový závod | Ilja Borodin (RUS)                             | 4:10,02  | Alberto Razzetti (ITA)                               | 4:11,17  | Max Litchfield (GBR)                               | 4:11,56  |
| Ženy                 | Zlato                                          | Zlato    | Stříbro                                              | Stříbro  | Bronz                                              | Bronz    |
| 50 m volný způsob    | Ranomi Kromowidjojová (NED)                    | 23,97    | Pernille Blumeová (DEN) Katarzyna Wasicková (POL)    | 24,17    | —                                                  | —        |
| 100 m volný způsob   | Femke Heemskerková (NED)                       | 53,05    | Marie Wattelová (FRA)                                | 53,32    | Anna Hopkinová (GBR)                               | 53,43    |
| 200 m volný způsob   | Barbora Seemanová (CZE)                        | 1:56,27  | Federica Pellegriniová (ITA)                         | 1:56,29  | Freya Andersonová (GBR)                            | 1:56,42  |
| 400 m volný způsob   | Simona Quadarellaová (ITA)                     | 4:04,66  | Anna Jegorovová (RUS)                                | 4:06,05  | Boglárka Kapásová (HUN)                            | 4:06,90  |
| 800 m volný způsob   | Simona Quadarellaová (ITA)                     | 8:20,23  | Anastasija Kirpičnikovová (RUS)                      | 8:21,86  | Anna Jegorovová (RUS)                              | 8:26,56  |
| 1500 m volný způsob  | Simona Quadarellaová (ITA)                     | 15:53,59 | Anastasija Kirpičnikovová (RUS)                      | 16:01,06 | Martina Caramignoliová (ITA)                       | 16:05,81 |
| 50 m znak            | Kira Toussaintová (NED)                        | 27,36    | Kathleen Dawsonová (GBR)                             | 27,46    | Maaike de Waardová (NED)                           | 27,74    |
| 100 m znak           | Kathleen Dawsonová (GBR)                       | 58,49    | Margherita Panzieraová (ITA)                         | 59,01    | Marija Kameněvová (RUS)                            | 59,22    |
| 200 m znak           | Margherita Panzieraová (ITA)                   | 2:06,08  | Cassie Wildová (GBR)                                 | 2:07,74  | Katalin Buriánová (HUN)                            | 2:07,87  |
| 50 m motýlek         | Ranomi Kromowidjojová (NED)                    | 25,30    | Mélanie Héniqueová (FRA)                             | 25,46    | Emilie Beckmannová (DEN)                           | 25,59    |
| 100 m motýlek        | Anna Dundunakisová (GRE) Marie Wattelová (FRA) | 57,37    | —                                                    | —        | Louise Hanssonová (SWE)                            | 57,56    |
| 200 m motýlek        | Boglárka Kapásová (HUN)                        | 2:06,50  | Katinka Hosszúová (HUN)                              | 2:08,14  | Svetlana Čimrovová (RUS)                           | 2:08,55  |
| 50 m prsa            | Benedetta Pilatová (ITA)                       | 29,35    | Ida Hulkková (FIN)                                   | 30,19    | Julija Jefimovová (RUS)                            | 30,22    |
| 100 m prsa           | Sophie Hanssonová (SWE)                        | 1:05,69  | Arianna Castiglioniová (ITA)                         | 1:06,13  | Martina Carrarová (ITA)                            | 1:06,21  |
| 200 m prsa           | Molly Renshawová (GBR)                         | 2:21,34  | Lisa Mamiéová (SUI)                                  | 2:22,05  | Julija Jefimovová (RUS)                            | 2:22,16  |
| 200 m polohový závod | Anastasija Gorbenková (ISR)                    | 2:09,99  | Abbie Woodová (GBR)                                  | 2:10,03  | Katinka Hosszúová (HUN)                            | 2:10,12  |
| 400 m polohový závod | Katinka Hosszúová (HUN)                        | 4:34,76  | Viktória Mihályváriová (HUN) Aimee Willmottová (GBR) | 4:36,81  | —                                                  | —        |

### Štafety
| Muži                   | Zlato | Zlato   | Stříbro | Stříbro | Bronz | Bronz   |
| ---------------------- | --- | ------- | --- | ------- | --- | ------- |
| 4×100 m volný způsob   | Rusko (RUS) (Andrej Minakov, Alexandr Ščogolev, Vladislav Griňov, Kliment Kolesnikov, (r)Andrej Žilkin, (r)Michail Vekoviščev, (r)Ivan Girjov, (r)Jevgenij Rylov)                   | 3:10,41 | Spojené království (GBR) (Thomas Dean, Matthew Richards, James Guy, Duncan Scott, (r)Jacob Whittle, (r)Joe Litchfield)                                              | 3:11,56 | Itálie (ITA) (Alessandro Miressi, Lorenzo Zazzeri, Thomas Ceccon, Manuel Frigo, (r)Leonardo Deplano)                                                                        | 3:11,87 |
| 4×200 m volný způsob   | Rusko (RUS) (Martin Maljutin, Alexandr Ščogolev, Alexandr Krasnych, Michail Vekoviščev, (r)Ivan Girjov)                                                                             | 7:03,48 | Spojené království (GBR) (Thomas Dean, Matthew Richards, James Guy, Duncan Scott, (r)Max Litchfield, (r)Calum Jarvis)                                               | 7:04,61 | Itálie (ITA) (Stefano Ballo, Matteo Ciampi, Marco de Tullio, Stefano Di Cola, (r)Manuel Frigo, (r)Filippo Megli)                                                            | 7:06,05 |
| 4×100 m polohový závod | Spojené království (GBR) (Luke Greenbank, Adam Peaty, James Guy, Duncan Scott, (r)Joe Litchfield, (r)James Wilby, (r)Thomas Dean)                                                   | 3:28,59 | Rusko (RUS) (Kliment Kolesnikov, Kirill Prigoda, Michail Vekoviščev, Andrej Minakov, (r)Jevgenij Rylov, (r)Anton Čupkov, (r)Alexandr Kudašev, (r)Alexandr Ščogolev) | 3:29,50 | Itálie (ITA) (Thomas Ceccon, Nicolò Martinenghi, Federico Burdisso, Alessandro Miressi, (r)Alessandro Pinzuti, (r)Piero Codia)                                              | 3:29,93 |
| Ženy                   | Zlato | Zlato   | Stříbro | Stříbro | Bronz | Bronz   |
| 4×100 m volný způsob   | Spojené království (GBR) (Lucy Hopeová, Anna Hopkinová, Abbie Woodová, Freya Andersonová, (r)Evelyn Davisová, (r)Emma Russellová)                                                   | 3:34,17 | Nizozemsko (NED) (Ranomi Kromowidjojová, Kira Toussaintová, Marrit Steenbergenová, Femke Heemskerková, (r)Kim Buschová, (r)Robin Neumannová)                        | 3:34,29 | Francie (FRA) (Marie Wattelová, Charlotte Bonnetová, Anouchka Martinová, Assia Touatiová, (r)Lison Nowaczyková)                                                             | 3:35,92 |
| 4×200 m volný způsob   | Spojené království (GBR) (Lucy Hopeová, Tamryn van Selmová, Holly Hibbottová, Freya Andersonová, (r)Emma Russellová)                                                                | 7:53,15 | Maďarsko (HUN) (Zsuzsanna Jakabosová, Fanni Fábiánová, Laura Veresová, Boglárka Kapásová, (r)Evelyn Verrasztóová)                                                   | 7:56,26 | Itálie (ITA) (Stefania Pirozziová, Sara Gailliová, Simona Quadarellaová, Federica Pellegriniová, (r)Lisa Angioliniová)                                                      | 7:56,72 |
| 4×100 m polohový závod | Spojené království (GBR) (Kathleen Dawsonová, Molly Renshawová, Laura Stephensová, Anna Hopkinová, (r)Cassie Wildová, (r)Sarah Vaseyová, (r)Harriet Jonesová, (r)Freya Andersonová) | 3:54,01 | Rusko (RUS) (Marija Kameněvová, Julija Jefimovová, Svetlana Čimrovová, Arina Surkovová, (r)Anastasija Fesikovová, (r)Jevgenija Čikunovová)                          | 3:56,25 | Itálie (ITA) (Margherita Panzieraová, Arianna Castiglioniová, Elena Di Liddová, Federica Pellegriniová, (r)Silvia Scaliaová, (r)Martina Carrarová, (r)Silvia Di Pietrová)   | 3:56,30 |
| Mix                    | Zlato | Zlato   | Stříbro | Stříbro | Bronz | Bronz   |
| 4×100 m volný způsob   | Spojené království (GBR) (Duncan Scott, Thomas Dean, Anna Hopkinová, Freya Andersonová, (r)Matthew Richards, (r)Jacob Whittle, (r)Evelyn Davisová, (r)Lucy Hopeová)                 | 3:22,07 | Nizozemsko (NED) (Stan Pijnenburg, Jesse Puts, Ranomi Kromowidjojová, Femke Heemskerková, (r)Luc Kroon, (r)Marrit Steenbergenová, (r)Kim Buschová)                  | 3:22,26 | Itálie (ITA) (Alessandro Miressi, Thomas Ceccon, Federica Pellegriniová, Silvia Di Pietrová, (r)Manuel Frigo, (r)Chiara Tarantinová)                                        | 3:22,64 |
| 4×200 m polohový závod | Spojené království (GBR) (Thomas Dean, James Guy, Abbie Woodová, Freya Andersonová, (r)Calum Jarvis, (r)Joe Litchfield, (r)Lucy Hopeová)                                            | 7:26,67 | Itálie (ITA) (Stefano Ballo, Stefano Di Cola, Federica Pellegriniová, Margherita Panzieraová, (r)Stefania Pirozziová, (r)Filippo Megli, (r)Sara Gailliová)          | 7:29,35 | Rusko (RUS) (Alexandr Ščogolev, Alexandr Krasnych, Anna Jegorovová, Anastasija Kirpičnikovová, (r)Ivan Girjov, (r)Jevgenij Rylov, (r)Marija Kameněvová, (r)Arina Surkovová) | 7:31,54 |
| 4×100 m polohový závod | Spojené království (GBR) (Kathleen Dawsonová, Adam Peaty, James Guy, Anna Hopkinová, (r)Joe Litchfield, (r)Harriet Jonesová)                                                        | 3:38,82 | Nizozemsko (NED) (Kira Toussaintová, Arno Kamminga, Nyls Korstanje, Femke Heemskerková, (r)Ranomi Kromowidjojová)                                                   | 3:41,28 | Itálie (ITA) (Margherita Panzieraová, Nicolò Martinenghi, Elena Di Liddová, Alessandro Miressi, (r)Simone Sabbioni, (r)Silvia Di Pietrová)                                  | 3:42,30 |

## Medailová bilance
V plavání se rozdělilo celkem 43 sad medailí.
| Pořadí | Stát                     |       | Muži    | Muži  | Muži  |         | Ženy  | Ženy  | Ženy    |       | Mix   | Mix     | Mix   |  | Muži + Ženy + Mix | Muži + Ženy + Mix | Muži + Ženy + Mix | Celkem |
| Pořadí | Stát                     | Zlato | Stříbro | Bronz | Zlato | Stříbro | Bronz | Zlato | Stříbro | Bronz | Zlato | Stříbro | Bronz |  |                   |                   |                   | Celkem |
| ------ | ------------------------ | ----- | ------- | ----- | ----- | ------- | ----- | ----- | ------- | ----- | ----- | ------- | ----- |  | ----------------- | ----------------- | ----------------- | ------ |
| 1.     | Spojené království (GBR) |       | 3       | 5     | 4     |         | 5     | 4     | 2       |       | 3     | 0       | 0     |  | 11                | 9                 | 6                 | 26     |
| 2.     | Rusko (RUS)              |       | 9       | 1     | 2     |         | 0     | 4     | 5       |       | 0     | 0       | 1     |  | 9                 | 5                 | 8                 | 22     |
| 3.     | Itálie (ITA)             |       | 0       | 5     | 7     |         | 5     | 3     | 4       |       | 0     | 1       | 2     |  | 5                 | 9                 | 13                | 27     |
| 4.     | Maďarsko (HUN)           |       | 3       | 0     | 1     |         | 2     | 3     | 3       |       | 0     | 0       | 0     |  | 5                 | 3                 | 4                 | 12     |
| 5.     | Nizozemsko (NED)         |       | 0       | 2     | 0     |         | 4     | 1     | 1       |       | 0     | 2       | 0     |  | 4                 | 5                 | 1                 | 10     |
| 6.     | Ukrajina (UKR)           |       | 2       | 1     | 0     |         | 0     | 0     | 0       |       | 0     | 0       | 0     |  | 2                 | 1                 | 0                 | 3      |
| 7.     | Francie (FRA)            |       | 0       | 0     | 1     |         | 1     | 2     | 1       |       | 0     | 0       | 0     |  | 1                 | 2                 | 2                 | 5      |
| 8.     | Španělsko (ESP)          |       | 1       | 1     | 1     |         | 0     | 0     | 0       |       | 0     | 0       | 0     |  | 1                 | 1                 | 1                 | 3      |
| 9.     | Rumunsko (ROU)           |       | 1       | 1     | 0     |         | 0     | 0     | 0       |       | 0     | 0       | 0     |  | 1                 | 1                 | 0                 | 2      |
| 9.     | Finsko (FIN)             |       | 1       | 0     | 0     |         | 0     | 1     | 0       |       | 0     | 0       | 0     |  | 1                 | 1                 | 0                 | 2      |
| 11.    | Řecko (GRE)              |       | 0       | 0     | 2     |         | 1     | 0     | 0       |       | 0     | 0       | 0     |  | 1                 | 0                 | 2                 | 3      |
| 11.    | Švédsko (SWE)            |       | 0       | 0     | 1     |         | 1     | 0     | 1       |       | 0     | 0       | 0     |  | 1                 | 0                 | 2                 | 3      |
| 13.    | Česko (CZE)              |       | 0       | 0     | 0     |         | 1     | 0     | 0       |       | 0     | 0       | 0     |  | 1                 | 0                 | 0                 | 1      |
| 13.    | Izrael (ISR)             |       | 0       | 0     | 0     |         | 1     | 0     | 0       |       | 0     | 0       | 0     |  | 1                 | 0                 | 0                 | 1      |
| 15.    | Švýcarsko (SUI)          |       | 0       | 1     | 1     |         | 0     | 1     | 0       |       | 0     | 0       | 0     |  | 0                 | 2                 | 1                 | 3      |
| 16.    | Dánsko (DEN)             |       | 0       | 0     | 0     |         | 0     | 1     | 1       |       | 0     | 0       | 0     |  | 0                 | 1                 | 1                 | 2      |
| 17.    | Rakousko (AUT)           |       | 0       | 1     | 0     |         | 0     | 0     | 0       |       | 0     | 0       | 0     |  | 0                 | 1                 | 0                 | 1      |
| 17.    | Bělorusko (BLR)          |       | 0       | 1     | 0     |         | 0     | 0     | 0       |       | 0     | 0       | 0     |  | 0                 | 1                 | 0                 | 1      |
| 17.    | Bulharsko (BUL)          |       | 0       | 1     | 0     |         | 0     | 0     | 0       |       | 0     | 0       | 0     |  | 0                 | 1                 | 0                 | 1      |
| 17.    | Polsko (POL)             |       | 0       | 0     | 0     |         | 0     | 1     | 0       |       | 0     | 0       | 0     |  | 0                 | 1                 | 0                 | 1      |
| 21.    | Litva (LTU)              |       | 0       | 0     | 1     |         | 0     | 0     | 0       |       | 0     | 0       | 0     |  | 0                 | 0                 | 1                 | 1      |
| Celkem | Celkem                   |       | 20      | 20    | 21    |         | 21    | 21    | 18      |       | 3     | 3       | 3     |  | 44                | 44                | 42                | 130    |